# 金崎宁海庙
金崎宁海庙，又称大普公宫，位于中国福建省泉州市丰泽区东海街道金崎社区，为泉州古代八大庙之一。该庙历史悠久，主祀大普公（宁海大总巡），同祀护国夫人、顺平侯（赵子龙），陪祀三夫人、代天巡狩、石胜王、四大将军、文判官、武判官  。香火鼎盛。马来西亚、新加坡、菲律宾等地均有分香。
金崎宁海庙前后三进，包括山门、中殿、后殿，总面积1000多平方米。山门于1922年重建。中殿于1942年重修，文革中用作渔具厂，1993年再修。后殿在文革中被毁，1995-1996年重建。
金崎宁海庙为泉州市文物保护单位。